# Mallik Island
Mallik Island är en ö i Kanada.   Den ligger i territoriet Nunavut, i den östra delen av landet, 2 100 km norr om huvudstaden Ottawa. Arean är 18,1 kvadratkilometer.
Terrängen på Mallik Island är lite kuperad. Öns högsta punkt är 260 meter över havet. Den sträcker sig 6,5 kilometer i nord-sydlig riktning, och 6,7 kilometer i öst-västlig riktning.
Trakten runt Mallik Island består i huvudsak av gräsmarker.